# Poirot's Early Cases
Poirot's Early Cases est le titre d'un recueil de dix-huit nouvelles policières d'Agatha Christie, mettant en scène le détective belge Hercule Poirot, publié en 1974 au Royaume-Uni chez l'éditeur Collins Crime Club.
Le recueil est publié la même année, sous le titre Hercule Poirot's Early Cases, aux États-Unis chez l'éditeur Dodd, Mead and Company, mais ne comporte que quinze nouvelles.

## Composition du recueil britannique
1. The Affair at the Victory Ball (L'Affaire du bal de la Victoire)
2. The Adventure of the Clapham Cook (L'Aventure de la cuisinière de Clapham)
3. The Cornish Mystery (Le Mystère des Cornouailles)
4. The Adventure of Johnnie Waverly (L'Enlèvement de Johnnie Waverly)
5. The Double Clue (Le Double Indice)
6. The King of Clubs (Le Roi de trèfle)
7. The Lemesurier Inheritance (La Succession Lemesurier)
8. The Lost Mine (La Mine perdue)
9. The Plymouth Express (L'Express de Plymouth)
10. The Chocolate Box (La Boîte de chocolats)
11. The Submarine Plans (Les Plans du sous-marin)
12. The Third Floor Flat (L'Appartement du troisième)
13. Double Sin (Double péché)
14. The Market Basing Mystery (Le Mystère de Market Basing)
15. Wasp's Nest (Le Guêpier)
16. The Veiled Lady (La Femme voilée)
17. Problem at Sea (Énigme en mer)
18. How does your Garden Grow? (Comment poussent vos fleurs ?)

## Variations du recueil américain
Le recueil américain ne comporte que quinze nouvelles, là où le recueil britannique en regroupe dix-huit. Trois nouvelles avaient déjà été publiées en 1925 dans l'édition américaine du recueil Poirot Investigates :
1. The Lost Mine (La Mine perdue)
2. The Chocolate Box (La Boîte de chocolats)
3. The Veiled Lady (La Femme voilée)

## Publication française
En France, ce recueil est paru en 1979 sous le titre Le Bal de la victoire. Il ne comporte, lui aussi, que quinze des dix-huit nouvelles du recueil britannique, mais la sélection est différente du recueil américain. Les trois nouvelles absentes sont :
1. The Double Clue (Le Double Indice), déjà publiée en 1971 dans Allô, Hercule Poirot
2. Double Sin (Double péché), déjà publiée en 1969 dans Témoin à charge
3. Wasp's Nest (Le Guêpier), déjà publiée en 1971 dans Allô, Hercule Poirot

En 2000, dans le cadre de la collection « Les Intégrales du Masque », le recueil est réédité en se conformant à la composition du recueil américain.